# Список місій Grand Theft Auto: Vice City

## Вступний ролик
Мафіозний босс Сонні Фореллі в Бістро святого Марка в Ліберті-Сіті обговорює зі своїми братами Марко і Франко що робити із Томмі Версетті, якого скоро випустять із в'язниці, де він просидів 15 років. Фореллі вважає, що буде негарно, якщо Томмі знову побачуть в Ліберті-Сіті. Він вирішує відправити Томмі в Вайс-Сіті, щоб розширитись на південь. Він зв'язується із своїм контактом в Вайс-Сіті адвокатом Кеном Розенбергом і просить допомогти Томмі освоїтись. Сонні дає Томмі гроші і відправляє в Вайс-Сіті щоб він купив на ці гроші наркотики. В аеропорту в Вайс-Сіті Кен Розенберг зустрічає Томмі і ще двох членів мафіозної родини Фореллі та відвозить їх на місце проведення операції купівлі наркотиків в Вайс-Порт. Там Томмі зустрічається з продавцем наркотиків Віктором Венсом. Томмі показує Венсу дві валізи з грошами, а Венс збирається передати Томмі валізу з наркотиками. Раптом на них нападають троє невідомих в масках із автоматами. Віктора Венса вбивають, а Томмі вдається втекти, хоча йому доводиться залишити і гроші, і наркотики. Кен Розенберг відвозить Томмі до свого офісу. Томмі каже йому, що зайде до нього завтра і вони почнуть вирішувати що робити із ситуацією, що склалася.

## Вайс-Біч
| Назва | Місце          | Хто видає                | Винагорода              |
| --- | -------------- | ------------------------ | ----------------------- |
| |                |                          |                         |
| "An Old Friend" (укр. Старий друг) | Оушен-Біч      | Сонні Фореллі            | -                       |
| Томмі приїжджає до готелю Оушен-Вью. Там він дзвонить Сонні і каже, що вони попали в засідку та що гроші і наркотики втрачені. Сонні скаженіє від люті. Томмі обіцяє йому знайти гроші і наркотики, а також тих, хто їх викрав якомога швидше. Примітка: В цій місії гравцю не треба нічого робити, а лише подивитися відеоролик. |                |                          |                         |
| "The Party" (укр. Вечірка) | Оушен-Біч      | Кен Розенберг            | $100                    |
| Томмі приходить в офіс до Кена Розенберга. Той знаходиться в паніці і не знає що робити. Томмі каже йому, що треба знайти тих, хто вкрав в них гроші і наркотики та вбити їх. Кен Розенберг каже, що полковник у відставці Хуан Гарсіа Кортес може допомогти йому в цьому. Кен дає Томмі запрошення на вечірку до полковника, яка буде проходити в нього на яхті, яка стоїть на пристані в Оушен-Біч. Але перед цим радить йому заїхати в магазин одягу Рафаеля і купити собі щось посолідніше. Томмі їде в цей магазин і купує собі новий костюм, після чого їде на яхту до полковника. Там Томмі знайомиться з полковником. Той каже Томмі, що почав власне розслідування нападу на Томмі та Віктора Венса. Полковник знайомить Томмі із своєю дочкою Мерседес. Вона розказує Томмі хто є хто на вечірці. Після цього на вечірку приходить наркобарон Рікардо Діас і кличе Мерседес. Мерседес не хоче бути поруч із Діасом, тому каже йому що зайнята та просить Томмі відвезти її до клубу Поул Позішн, що Томмі і робить. |                |                          |                         |
| "Back Alley Brawl" (укр. Розбірки у провулку) | Оушен-Біч      | Кен Розенберг            | $200                    |
| Томмі знову приходить в офіс до Кена Розенберга. Розенберг питає в Томмі чи дізнався він щось від полковника, на що Томмі відповідає, що нічого конкретного. Тоді Кен Розенберг каже Томмі, щоб він з'їздив до клубу Малібу в Вайс-Поінті та спитав в музичного продюсера Кента Пола, який знає всі чутки в місті, чи знає він щось про вкрадені гроші і наркотики. Томмі їде в клуб і знаходить там Кента Пола. Томмі примушує його розповісти, що кухар на Оушен-Драйв щось знає. Томмі їде туди, знаходить кухаря, вбиває його і забирає його мобільний телефон. Після цього до Томмі підходить чоловік, який представляється на ім'я Ленс Венс і каже, що він хоче помститися за смерть свого брата Віктора, тому він із Томмі в одному човні. Томмі ставиться до нього з недовірою. Раптом ззаду до Томмі підходять троє інших кухарів із ножами, які збираються напасти на нього. Ленс Венс дає Томмі пістолет і втікає, а Томмі починає відстрілюватися від кухарів. Коли Томмі застрелив їх всіх, він сідає в машину до Ленса Венса, і той каже, що Томмі треба заїхати в магазин зброї в Оушен-Біч і купити собі щось. Томмі так і робить. Після цього Томмі знов сідає в машину до Ленса Венса і їде до готелю Оушен-Вью. |                |                          |                         |
| "Jury Fury" (укр. Шалені присяжні) | Оушен-Біч      | Кен Розенберг            | $400                    |
| Томмі приходить в офіс до Кена Розенберга. Той спить в себе на дивані. Томмі голосно грюває дверима і Кен прокидається. Кен каже, що родина Фореллі дуже злиться, що вони ще не повернули гроші, тому вони мають зробити їм маленьку послугу. Вони мають врятувати Джорджіо Фореллі від п'яти років ув'язнення, а для цього треба змусити присяжних визнати його невинним. Томмі виходить із офіса Кена Розенберга і бачить, як машина збиває робітника. Томмі забирає в робітника молоток і їде до машини одного з присяжних. Томмі наносить пошкодження машині присяжного молотком щоб залякати його. Після цього Томмі їде до машини іншого присяжного і робить те саме. Томмі вдалося залякати обох присяжних. |                |                          |                         |
| "Riot" (укр. Бунт) | Оушен-Біч      | Кен Розенберг            | $1,000                  |
| Томмі приходить в офіс до Кена Розенберга і бачить там будівельного магната Ейвері Керінгтона. Той просить Томмі про послугу. Логістична компанія "Спенд Експресс" займає територію необхідну Керінгтону для будівництва, тому йому потрібно щоб компанія збанкрутувала щоб він міг викупити землю і почати будівництво. Біля компанії якраз протестують її робітники і Томмі потрібно щоб цей протест переріс в бунт. Він їде в магазин Рафаеля і купує там робітничий костюм, після чого їде до компанії. Там він починає бійку із чотирма працівниками і протест переростає в побоїще. Після цього Томмі знищує три фургони компанії. |                |                          |                         |
| "Four Iron" (укр. Чотири клюшки) | Вайс-Поінт     | Ейвері Керінгтон         | $500                    |
| Томмі приходить до Ейвері Керінгтона. Той просить вбити конкурента, який заважає його бізнесу. Ейвері каже, що цей конкурент зараз грає у гольф в Ліф-Лінкс. Томмі їде в магазин спортивного одягу і купує там костюм для гольфу, після чого їде в гольф-клуб. Томмі заходить всередину, але на вході в нього забирають всю зброю. Томмі доводиться вбити конкурента Ейвері голими руками і він це робить. |                |                          |                         |
| "Demolition Man" (укр. Руйнувальник) | Вайс-Поінт     | Ейвері Керінгтон         | $1,000                  |
| Томмі знов приходить до Ейвері Керрінгтона. Той каже, що йому потрібно більше території, але на ділянці через дорогу вже почала будівництво конкуруюча компанія. Ейвері просить Томмі знести цю будівлю. Томмі іде до фургона, сідає в нього і починає керувати радіокерований гелікоптером. Цей гелікоптер заносить всередину будівлі вибухівку, після чого будівля вибухає. |                |                          |                         |
| "Treacherous Swine" (укр. Підступна свиня) | Оушен-Біч      | Хуан Гарсіа Кортес       | $250                    |
| Томмі приходить на яхту до полковника Кортеса. Кортес каже Томмі, що однією з причин їх спільної проблеми є зрада одного із його людей на ім'я Гонсалес. Полковник дає Томмі бензопилу і просить вбити Гонсалеса. Томмі їде до готелю в Вайс-Поїнті і вбиває там Гонсалеса. Після цього Томмі їде перефарбовувати машину щоб відірватися від переслідування поліції. |                |                          |                         |
| "Mall Shootout" (укр. Стрілянина в торговому центрі) | Оушен-Біч      | Хуан Гарсіа Кортес       | $500                    |
| Томмі приходить до полковника Кортеса. Той просить Томмі забрати в кур'єра посилку для нього. Томмі їде в торгівельний центр де зустрічається з кур'єром. Як тільки кур'єр збирається передати Томмі посилку, їх оточує французький спецназ, який каже, що посилка є власністю уряду Франції. Кур'єр втікає. Томмі відбивається від спецназівців, після чого наздоганяє кур'єра, вбиває його, забирає в нього посилку і повертає її Кортесу. |                |                          |                         |
| "Guardian Angels" (укр. Янголи-охоронці) | Оушен-Біч      | Хуан Гарсіа Кортес       | $1,000                  |
| Полковник Кортес просить Томмі забезпечити охорону його другу наркобарону Діасу під час зустрічі із кубинцями. Полковник залишив для Томмі автомат на парковці неподалік. Томмі їде на парковку і забирає автомат. Раптом з'являється Ленс Венс і Томмі просить його допомогти. Після цього вони разом їдуть на місце зустрічі, і починають її охороняти. Раптом починають приїжджати гаїтяни з ворожої банди, які намагаються зірвати зустріч. Томмі із Ленсом вбивають їх всіх. Після цього двоє гаїтян на мотоциклах проїжджають повз Діаса і викрадають в нього валізу із грошима. Ленс вбиває одного із мотоциклістів, Томмі сідає на його мотоцикл, наздоганяє другого мотоцикліста, вбиває його, забирає валізу із грошима і повертає її Діасу. |                |                          |                         |
| "The Chase" (укр. Погоня) | Острів Старфіш | Рікардо Діас             | $1,000                  |
| Томмі приїжджає до маєтку Діаса. Діас дивиться кінні перегони і після того, як кінь, на якого він поставив, програє, він із злості розбиває телевізор. Діас каже Томмі, що один з його людей краде в нього гроші, тому просить Томмі прослідкувати за ним. Томмі приїжджає до будинку крадія, підходить до вікна і заглядає в середину, але крадій бачить його і починає втікати по даху будівлі. Томмі біжить за ним. Крадій зістрибує з даху і починає втікати на машині. Томмі теж зістрибує з даху і починає його переслідувати на скутері. Врешті крадії приїжджає на острів Праун - територію банди "Акули". |                |                          |                         |
| "Phnom Penh '86" (укр. Пномпень 86) | Острів Старфіш | Рікардо Діас             | $2,000                  |
| Рікардо Діас має конфлікт із бандою "Акули". Він просить Томмі і Ленса, якого він називає Квентін, полетіти на гелікоптері до острова Праун і вбити їх всіх. Вони сідають у гелікоптер і летять до острова Праун. Ленс керує гелікоптером, поки Томмі стріляє із кулемета. Після цього Ленс висаджує Томмі на вулиці, Томмі пробирається всередину будівлі і забирає якусь валізу. Як тільки Томмі забрав цю валізу, його підбирає Ленс і відвозить назад до маєтку Діаса. |                |                          |                         |
| "The Fastest Boat" (укр. Найшвидший човен) | Острів Старфіш | Рікардо Діас             | $4,000                  |
| Томмі приходить до Діаса. Той стріляє по голубах із дробовика за те, що вони обісрали його машину. Діас каже Томмі що хоче мати найшвидший човен серед всіх, але в Вайс-Порті зробили швидший човен для якогось костариканця. Діас просить Томмі вкрасти цей човен. Томмі приїжджає у порт, вбиває там всіх його охоронців та викрадає човен. Він відвозить човен до маєтку Діаса, при чому по дорозі його переслідують поліцейські човни. |                |                          |                         |
| "Supply & Demand" (укр. Попит і пропозиція) | Острів Старфіш | Рікардо Діас             | $10,000                 |
| Томмі знов приходить в маєток до Діаса. Той дуже злий через те, що його програвач не хоче віддавати касету з його улюбленим порнофільмом. Діас із злості бере пістоліт і стряляє по програвачу. Після цього Томмі каже йому, що програвач не був увімкнений в розетку. Діас розповідає Томмі, що щомісяця в Вайс-Сіті припливає яхта, на якій продають наркотики першому, хто припливе до неї. Діас хоче купити наркотики з цієї яхти. Томмі із Ленсом сідають в найшвидчий човен і пливуть до цієї яхти, причому пливуть вони не одні. Томмі встигає приплисти до яхти першим, купує наркотики і вони із Ленсом починають повертатися до маєтку Діаса, але їх починають переслідувати ті, хто теж хотіли купити наркотики, але не встигли. Ленс керує човном, поки Томмі відстрілюється, і врешті вони припливають до маєтка Діаса. |                |                          |                         |
| "Sir, Yes Sir!" (укр. Так точно, сер!) | Оушен-Біч      | Хуан Гарсіа Кортес       | $2,000                  |
| Полковник Кортес каже Томмі, що скоріш за все, напад на нього і Віктора Венса організував Рікардо Діас. Після цього він просить Томмі викрасти для нього танк, який скоро буде проїзжати містом. Томмі підїзжає до танку, вбиває всіх військових, які його охороняють, сідає в танк та відвозить його в гараж в Маленькій Гавані. |                |                          |                         |
| "Two Bit Hit" (укр. Сильний удар) | Вайс-Поінт     | Ейвері Керінгтон         | $2,500                  |
| Томмі приходить до Ейвері Керрінгтона. Той вчить новачка Дональда Лава як робити бізнес. Ейвері каже Томмі, що найкраще знищує ціни на нерухомість війна між бандами, тому просить його під виглядом кубинця напасти на похорон високопоставленого члена гаїтянської банди щоб спровокувати війну між кубинською і гаїтянською бандами. Томмі їде в магазин, купує собі кубинський одяг і одягає його, після чого їде на похорон високопоставленого члена гаїтянської банди і під видом кубинця вбиває його наступника. Між кубинцями і гаїтянами почалась війна. |                |                          |                         |
| "Death Row" (укр. Камера смертників) | Вайс-Поінт     | Кент Пол                 | -                       |
| Перед місією Томмі на мобільний телефон дзвонить Кент Пол і просить терміново приїхати до нього в клуб "Малібу". Коли Томмі приїжджає, Кент Пол повідомляє йому, що Ленс Венс спробував самостійно вбити Рікардо Діаса, але йому це не вдалося, і тепер його катують на звалищі. Томмі мчить туди, рятує Ленса і відвозить його в лікарню, причому по дорозі їх переслідують люди Діаса. Вони домовляються вбити Діаса разом коли Ленс одужає. |                |                          |                         |
| "All Hands On Deck" (укр. Руки на стіл) | Оушен-Біч      | Хуан Гарсіа Кортес       | $5,000                  |
| Перед місією Томмі на мобільний телефон дзвонить полковник Корстес і каже, що збирається покинути Вайс-Сіті через тиск французьких спецслужб. Він просить Томмі приїхати і допомогти йому. Томмі приїжджає до полковника на яхту і вони відпливають. Як тільки вони відпливають, до причалу під'їжджають машини з агентами французьких спецслежб. Агенти сідають в моторні човни і катери та починають переслідувати яхту полковника. Томмі допомагає полковнику і його людям відстрілюватись від човнів і гелікоптерів із французькими агентами. Врешті, коли вони знищили всі човни і гелікоптери, полковник просить Томмі приглянути за його дочкою Мерседес і дає йому моторний човен, щоб він зміг потрапити на берег. |                |                          |                         |
| "Road Kill" (укр. Дорожнє вбивство) | Оушен-Біч      | Невідомий через таксофон | $500                    |
| Перед місією Томмі на мобільний телефон дзвонить невідомий і просить приїхати до таксофону біля торговельного центру в Оушен-Біч. Томмі приїжджає туди, і той самий невідомий каже, що в нього є для Томмі робота і що інструкції можна знайти під таксофоном. Томмі має вбити розвізника піци. Томмі вбиває його. |                |                          |                         |
| "Waste the Wife" (укр. Прибрати дружину) | Вайс-Поінт     | Невідомий через таксофон | $2,000                  |
| Перед місією Томмі на мобільний телефон дзвонить той самий невідомий і просить приїхати до таксофону в Вайс-Поінті. Там Томмі отримує інструкції, що йому треба вбити місіс Доусон, але все має виглядани як нещасний випадок. Томмі під'їжджає до ювелірного магазину, звідки має вийти місіс Доусон. Вона виходить із магазина і сідає в свою машину. Томмі починає таранити її машину і таранить доки вона не загорається і вибухає. |                |                          |                         |
| "Autocide" (укр. Автоцид) | Оушен-Біч      | Невідомий через таксофон | $4,000                  |
| Томмі на мобільний телефон знов дзвонить невідомий і знов просить приїхати до таксофону біля торговельного центру в Оушен-Біч. Коли Томмі приїжджає, невідомий каже, що банда з Європи хоче пограбувати банк у Вайс-Сіті і просить Томмі вбити всіх з цієї банди. Вони приїхали в Вайс-Сіті під виглядом туристів чи робітників. Спочатку Томмі їде до Майка Гриффіна, який працює робітником на рекламному бігборді в Оушен-Біч, і вбиває його. Далі Томмі їде до Діка Таннера, який працює охоронцем. Коли Томмі під'їжджає до офісу охоронної компанії, Дік Таннер починає втікати на інкасаторському фургоні. Томмі наздоганяє фургон і знищує його. Після цього Томмі їде до ювелірного магазину в Вайс-Поінті та вбиває Маркуса Хаммонда і Франко Картера. Далі Томмі вбиває Ніка Конга на яхті в Оушен-Біч, а після цього вбиває Чарлі Ділсона, який їздить на мотоциклі по Оушен-Біч. |                |                          |                         |
| "Rub Out" (укр. Знищення) | Острів Старфіш | Рікардо Діас             | $50,000 та маєток Діаса |
| Томмі зустрічається із Ленсом Венсом біля маєтку Діаса. Ленс дає Томмі гвинтівку і вони починають захоплювати маєток. Врешті вони вбивають Діаса і Томмі стає власником маєтку. |                |                          |                         |
| "Shakedown" (укр. Рекет) | Острів Старфіш | Томмі Версетті           | $2,000                  |
| Томмі разом із Ленсом Венсом, Ейвері Керінгтоном та Кеном Розенбергом обговорюють як будуть керувати містом. Ленс каже, що продавці в торговельному центрі в Вайс-Поінт, які платили Діасу, відмовляються платити Томмі. Томмі каже, що впорається із цією проблемою за п'ять хвилин. Він їде в торговельний центр та ламає в магазинах вітрини, щоб залякати продавців і змусити їх платити. |                |                          |                         |
| "Bar Brawl" (укр. Сварка в барі) | Острів Старфіш | Томмі Версетті           | $4,000                  |
| Томмі заходить в бар, де сидять Ленс і члени його банди. Томмі питає в Ленса в чому проблема, і Ленс каже, що декілька барів на Оушен-Біч відмовляються платити, оскільки їх охороняє якась охоронна фірма. Томмі бере двох членів своєї банди і вони їдуть до бару в Оушен-Біч. Там Томмі вбиває охоронців і підходить до власника бара. Власник каже, що його охороняє фірма, офіс якої знаходиться неподалік. Томмі із помічниками йдуть до офіса та вбивають охоронців, які стоять біля нього. Двоє охоронців намагаються втекти на мотоциклах, але Томмі наздоганяє їх та вбиває. |                |                          |                         |
| "Cop Land" (укр. Земля поліцейських) | Острів Старфіш | Томмі Версетті           | $10,000                 |
| Коли Томмі підходить до свого маєтку, біля нього Ленс кричить на члена банди, за те, що він мав підірвати кафе Тарбраш, але йому це не вдалося, і тепер кафе охороняє поліція. Томмі пропонує вкрасти поліцейську форму і під виглядом поліцейських зайти в кафе та підірвати його. Томмі із Ленсом привертають увагу поліції до себе, після чого заманюють декількох поліцейських в гараж, закривають гараж і забирають в них форму. Переодягнувшись, Томмі і Ленс сідають в поліцейську машину, їдуть до торговельного центру, заходять всередину кафе, встановлюють вибухівку і вибігають із кафе. Кафе вибухає. Томмі із Ленсом втікають назад до маєтку, а по дорозі їх переслідує поліція та ФБР. |                |                          |                         |

## Підприємства
| Назва | Місце          | Хто видає                      | Винагорода                                      |
| --- | -------------- | ------------------------------ | ----------------------------------------------- |
| |                |                                |                                                 |
| "V.I.P." (укр. V.I.P.) | Маленьке Гаїті | Служба таксі «Кауфман Кебс»    | $1,000                                          |
| Томмі сідає за кермо таксі. Диспетчер оголошує, що треба забрати VIP-пасажира з острова Старфіш. Томмі їде туди. Як тільки він під'їжджає до будинку клієнта, перед ним стає таксі конкуруючої фірми, і пасажир сідає в нього. Томмі починає таранити конкуруюче таксі, врешті розбиває його і пасажир пересідає в таксі Томмі. Томмі відвозить пасажира в аеропорт. |                |                                |                                                 |
| "Friendly Rivalry" (укр. Дружня ворожнеча) | Маленьке Гаїті | Служба таксі «Кауфман Кебс»    | $2,000                                          |
| Карл сідає за кермо таксі. Диспетчер каже, що конкуруюча компанія забирає всіх їх клієнтів, і якщо так піде і далі, то вони збанкрутують. Томмі їде і знищує три машини конкурентів. |                |                                |                                                 |
| "Cabmaggedon" (укр. Армагедон) | Маленьке Гаїті | Служба таксі «Кауфман Кебс»    | $5,000                                          |
| Карл сідає за кермо таксі. Диспетчер каже, що Мерседес Кортес викликала таксі і просить, щоб до неї приїхав саме Томмі. Томмі приїжджає на великий майданчик у Вайс-Порті. Він не бачить тут Мерседес. Раптом на майданчик заїжджають шість автомобілів конкуруючої служби таксі і починають таранити машину Томмі. Машина Томмі витримує. Після цього заїжджає машина "Зебра-кеб" і Томмі знищує її. |                |                                |                                                 |
| "Recruitment Drive" (укр. Рекрутування) | Острів Праун   | Кіностудія «Інтерглобал Філмс» | $1,000                                          |
| Томмі приходить на кіностудію, де режисер Стів Скот працює над новим порнофільмом. Томмі випадково попадає в кадр чим розлючує Скота. Томмі каже Скоту, що він тепер його власник і він все тут поміняє. Томмі вирішує, що треба оновити акторський склад, тому їде до порноакторки Кенді Сакс в Даунтаун і пропонує їй нову роботу. Кенді Сакс каже, що вона згодна працювати, але ще треба спитати її агента. Одразу після цього під'їжджає агент і каже, що Кенді Сакс буде працювати а нього. Томмі вбиває агента і його охоронців, після чого сідає із Кенді Сакс в машину і їде в піцерію в Даунтауні, щоб запропонувати роботу Мерседес Кортес. Мерседес погоджується і вони втрьох їдуть на кіностудію. |                |                                |                                                 |
| "Dildo Dodo" (укр. Рекламна кампанія) | Острів Праун   | Кіностудія «Інтерглобал Філмс» | $2,000                                          |
| Томмі знов приходить на кіностудію. Режисер Стів Скот каже, що справи йдуть добре, але треба поширити листівки із рекламою його нового фільму. Томмі сідає на гідролітак, який стоїть поруч із кіностудією, злітає і починає розкидувати листівки по всьому місту із літака. |                |                                |                                                 |
| "Martha's Mug Shot" (укр. Фотографія Марти) | Острів Праун   | Кіностудія «Інтерглобал Філмс» | $4,000                                          |
| Томмі приходить до Стіва Скота і той каже Томмі, що конгресмен Алекс Шраб почав передвиборчу кампанію. Серед його передвиборчих обіцянок обмеження поширення порнографії. Томмі питає в Кенді Сакс, яка знайома із Шрабом, чи займався він чимось збочницьким, і Кенді відповідає що так. Томмі просить Кенді зустрітися із Шрабом. Кенді зустрічається із ним на даху готелю в Вайс-Поінт. Алекс Шраб одягнений в жіночу білизну і просить Кенді називати його жіночим ім'ям Марта. Томмі із будівлі навпроти фотографує Алекса Шраба. Томмі відвозить фотоапарат назад до кіностудії, а по дорозі туди його переслідує ФБР. Тепер Томмі може шантажувати Алекса Шраба. |                |                                |                                                 |
| "G-Spotlight" (укр. Прожектор) | Острів Праун   | Кіностудія «Інтерглобал Філмс» | $8,000                                          |
| Стів Скот каже Томмі, що їм потрібне щось особливе щоб про їх фільм дізналися всі. Стів пригадує як в старі добрі часи використовувалися прожектори. Це наштовхує Томмі на ідею. Він сідає на мотоцикл, їде до офісної будівлі в Даунтауні, підіймається на ліфті і вистрибує на мотоциклі через вікно на дах іншої будівлі. Перестрибуючи на мотоциклі із даху на дах Томмі нарешті потрапляє на дах, на якому встановлений прожектор. Томмі направляє прожектор на будівлю і настроює його так, щоб він показував рекламу Кенді Сакс. |                |                                |                                                 |
| "No Escape?" (укр. Нема виходу?) | Вайс-Поінт     | Клуб «Малібу»                  | $1,000                                          |
| Томмі зустрічається із Кеном Розенбергом в клубі "Малібу" і вони починають планувати пограбування банку. Для цього їм потрібна людина, яка вміє взламувати сейфи. Кен Розенберг каже, що є така людина на ім'я Кем Джонс, але він зараз знаходиться під арештом в поліцейському відділку на Вашингтон-Біч. Томмі вирішує визволити його. Томмі їде в поліцейський відділок, заходить в роздягальню і вдягає поліцейську форму. Після цього він бере картку в поліцейському офісі, спускається до камер і за допомогою картки випускає Кема Джонса. Томмі перестрілюючись із поліцейськими виводить Кема Джонса із відділку. Вони сідають в машину. Томмі їде перефарбовувати машину щоб відірватися від переслідування поліції та ФБР, після чого відвозить Кема Джонса додому в Маленьку Гавану. Томмі питає в Кема чи згоден він взяти участь у пограбуванні, і той погоджується |                |                                |                                                 |
| "The Shootist" (укр. Стрілець) | Вайс-Поінт     | Клуб «Малібу»                  | $2,000                                          |
| Томмі із Кемом Джонсом і Кеном Розенбергом зустрічаються в клубі "Малібу". Кен Розенбург прийняв наркотики, тому знаходиться в стані ейфорії. Томмі каже, що для пограбування потрібна людина, яка гарно стріляє. Кем Джонс розповідає Томмі про колишнього військового Філа Кессіді. Томмі їде в тир в Даунтауні щоб зустрітися з ним. Філ Кессіді ставить умову, що працюватиме із Томмі тільки якщо він гарно стріляє. Філ Кессіді дає Томмі пістолет і Томмі починає стріляти по мішеням. Томмі стріляє непогано, тому Філ погоджується взяти участь в пограбуванні. |                |                                |                                                 |
| "The Driver" (укр. Водій) | Вайс-Поінт     | Клуб «Малібу»                  | $5,000                                          |
| Томмі із Філом Кессіді, Кемом Джонсом і Кеном Розенбергом зустрічаються в клубі "Малібу". Томмі питає хто буде вести машину. Кен Розенберг каже, що він міг би повести машину, але Філ Кесіді каже, що він знає гарного водія на ім'я Ларі. Філ дзвонить йому. Ларрі каже, що буде працювати із ними тільки якщо Томмі переможе у перегонах із ним. Томмі перемагає в перегонах і Ларрі погоджується брати участь в пограбуванні. |                |                                |                                                 |
| "The Job" (укр. Робота) | Вайс-Поінт     | Клуб «Малібу»                  | $50,000                                         |
| Після підготовки, Томмі, Філ Кессіді, Кем Джонс і Ларрі відправляються на пограбування банку. Коли вони приїжджають до банку, Ларрі починає їздити на машині навколо кварталу, а інші переодягаються в зелені костюми і хокейні маски та заходять всередину банку. Томмі із Кемом Джонсом спускаються в підвал до сейфа, поки Філ Кессіді тримає під прицілом працівників банку. Кем Джонс бачить, що сейф дуже якісний і можуть знадобитися години щоб його взламати. Томмі вирішує знайти менеджера і змусити його відчинити сейф. Томмі знаходить його і приводить до сейфа. Поки менеджер відчиняє сейф, Томмі йде перевірити чи все гаразд в Філа. Коли Томмі виходить із ліфта, хтось вмикає сигналізацію. Філ вбиває того, хто її увімкнув. Томмі спускається до Філа. Спецназ починає штурмувати банк. Томмі, Філ і Кем вириваються на вулицю. Під'їжджає Гіларі, але його вбивають. Томмі, Філ і Кем сідають в машину, Томмі сідає за кермо. Томмі їде перефарбовувати машину щоб позбутися переслідування поліції, після чого везе всіх додому до Кема. |                |                                |                                                 |
| "Gun Runner" (укр. Продавець зброї) | Маленьке Гаїті | Філ Кессіді                    | $2,000 (+$100 за кожну вбиту групу скутеристів) |
| Перед місією Томмі на мобільний телефон дзвонить Філ Кессіді і просить Томмі приїхати щоб зробити якусь справу. Томмі приїжджає до його будинку. Томмі ходить біля будинку в пошуках Філа. Раптом Філ вибігає з за кута і кричить "Біжи!" Томмі біжить. Позаду них все вибухає. Після цього Філ каже Томмі, що скоро містом проїжджатимуть фургони із зброєю і пропонує Томмі пограбувати їх. Томмі сідає в машину і наздоганяє фургони. Він таранить один із них і з нього випадає зброя. Томмі підбирає зброю. Торговцям зброєю на допомогу приїжджають озброєні люди на скутерах. Томмі вбиває їх, після чого таранить інші фургони і забирає зброю, що випала з них. |                |                                |                                                 |
| "Boomshine Saigon" (укр. Сайгонський самогон) | Маленьке Гаїті | Філ Кессіді                    | $4,000                                          |
| Томмі приїжджає до Філа знов. Філ дуже п'яний. Він хоче показати Томмі свою нову бомбу. Вони відходять, Філ натискає на кнопку детонації, але нічого не відбувається. Філ підходить до бомби і вона вибухає. Філу відриває руку, а Томмі контузить. Тепер Томмі має відвезти Філа у лікарню, хоча через контузію йому складно керувати автомобілем. Він везе Філа у лікарню в Маленькій Гавані, але Філ каже, що тут занадто багато поліцейських, тому просить відвезти його до знайомого військового хірурга за двох квартали звідти, що Томмі і робить. |                |                                |                                                 |
| "Spilling the Beans" (укр. Змішати карти) | Маленьке Гаїті | Типографія                     | $2,000                                          |
| Томмі купує типографію. Всередині він знайомиться з працівником типографії Ернестом Келлі, який каже, що на цій типографії можна друкувати фальшиві гроші, але для цього потрібні кліше. Ернест Келлі каже, що чув чутки про синдикат фальшивомонетників, які мають якісні кліше. Томмі їде в клуб "Малібу" і там розпитує Кента Пола про цей синдикат. Кент Пол каже, що голова корабельної компанії в Вайс-Порті знає про цей синдикат. Томмі їде на корабель в Вайс-Порті і перестрілюючись з охоронцями пробирається до каюти голови компанії. Томмі змушує його розповісти про синдикат, після чого повертається на типографію. |                |                                |                                                 |
| "Hit the Courier" (укр. Вбити кур'єра) | Маленьке Гаїті | Типографія                     | $5,000                                          |
| Томмі дізнається, що скоро в Вайс-Порт на гелікоптері прилетить кур'єр із кліше. Томмі розповідає про свої плани Ернесту Келлі і Ленсу Венсу на типографії і просить їх бути готовими, після чого їде у Вайс-Порт, вбиває кур'єра і її охорону, забирає в неї кліше та привозить їх на типографію. |                |                                |                                                 |
| "Cap the Collector" (укр. Впіймати колектора) | Маленьке Гаїті | Типографія                     | $30,000                                         |
| Перед місією Томмі на мобільний телефон дзвонить Кен Розенберг і каже, що в них проблеми на типографії. Томмі приїжджає на типографію і бачить там побитого Ернеста Келлі. Ернест каже, що приїхали люди Фореллі і намагаються пограбувати підприємства Томмі. Люди Фореллі їздять по двоє на трьох мотоциклах. Томмі наздоганяє їх всіх і вбиває. |                |                                |                                                 |

## Мейнленд
| Назва | Місце                          | Хто видає                | Винагорода |
| --- | ------------------------------ | ------------------------ | ---------- |
| |                                |                          |            |
| "Check Out At The Check In" (укр. Вбитий при реєстрації) | Аеропорт "Ескобар інтернешнал" | Невідомий через таксофон | $8,000     |
| Невідомий знов дзвонить Томмі і просить приїхати до таксофону в терміналі аеропорту. Коли Томмі приїжджає в аеропорт і підходить до таксофона, невідомий через таксофон каже Томмі, що жінка, яка стоїть біля стійки реєстрації, скоро спуститься вниз на ескалаторі і спитає в когось час. Томмі має вбити того, в кого вона запитала час, забрати в нього валізу і відвезти її в збройний магазин в Даунтауні. Томмі бере снайперську гвинтівку, сховану неподалік і чекає поки жінка і спуститься і спитає в чоловіка час. Коли вона це робить, Томмі вбиває чоловіка із снайперської гвинтівки, забирає валізу і везе її до збройного магазину, причому по дорозі його переслідує поліція і якісь люди на чорних машинах. |                                |                          |            |
| "Loose Ends" (укр. Кінці в воду) | Маленька Гавана                | Невідомий через таксофон | $16,000    |
| Невідомий дзвонить Томмі і просить приїхати до таксофону в Маленькій Гавані. Коли Томмі приїжджає туди і підходить до таксофона, невідомий через таксофон каже Томмі, що на даху фабрики морозива відбувається проведення угоди. Невідомий просить Томмі вбити всіх, забрати товар і відвезти його в аеропорт, що Томмі і робить. |                                |                          |            |
| "Stunt Boat Challenge" (укр. Трюки на човні) | Маленька Гавана                | Умберто Робіна           | $1,000     |
| Перед місією Томмі на мобільний телефон дзвонить чоловік, який думає, що він дзвонить Лео. Томмі каже, що він вбив Лео і забрав його телефон. Тоді чоловік представляється як кубинець Умберто Робіна, запрошує Томмі до себе в кафе в Маленькій Гавані і пропонує Томмі працювати на нього. Томмі приїжджає до кафе. Умберто Робіна починає обурюватись, що Томмі одягнений як жінка, після чого просить Томмі показати як він вміє керувати моторним човном. Томмі приїжджає до причалу в Ліф-Лінкс і сідає в човен разом із кубинцем. Томмі катається навколо Ліф-Лінкс на човні. Кубинець залишається задоволеним. |                                |                          |            |
| "Cannon Fodder" (укр. Гарматне м'ясо) | Маленька Гавана                | Умберто Робіна           | $2,000     |
| Томмі приходить в кафе. Раптом туди забігає Умберто Робіна і каже, що він із іншими кубинцями атакували наркозавод гаїтян, але вони чинили сильний опір. Умберто просить Томмі допомогти. Томмі сідає в машину із трьома кубинцями і відвозить їх до наркозаводу. Там Томмі допомагає кубинцям атакувати гаїтян. Трьох кубинців вбиває гаїтянський снайпер, тому інший кубинець викликає підмогу. На підмогу приїжджають ще три кубинці і вони із Томмі продовжують атакувати гаїтян. Томмі краде в гаїтян фургон із наркотиками і відвозить його до кафе. |                                |                          |            |
| "Naval Engagement" (укр. Морський рейд) | Маленька Гавана                | Умберто Робіна           | $4,000     |
| Умберто Робіна просить Томмі зірвати продення продажу наркотиків між гаїтянами та бандою "Акули". Томмі їде на причал в Вайс-Порт і сідає в човен до кубинця Ріко. Ріко відвозить Томмі до маєтку на острові Старфіш, де проводитиметься продаж. Томмі вбиває всіх і забирає наркотики. Тепер Томмі повинен відвезди наркотики до кафе, але гаїтяни підривають його човен. Томмі знаходить інший спосіб добратися до кафе. |                                |                          |            |
| "Juju Scramble" (укр. Битва за амулет) | Маленьке Гаїті                 | тітка Поулет             | $1,000     |
| Томмі приходить до гаїтянки тітки Поулет. Вона дає Томмі зілля вуду. Тітка Поулет просить Томмі забрати зі схованок наркотики поки їх не знайшла поліція. Томмі їде до першої схованки. Як тільки він забирає наркотики його оточує поліція. Томмі втікає від поліції, забирає наркотики ще із двох схованок і повертає наркотики тітці Поулет. |                                |                          |            |
| "Bombs Away!" (укр. Бомби геть!) | Маленьке Гаїті                 | тітка Поулет             | $2,000     |
| Томмі знов приходить до тітки Поулет. Він не пам'ятає, що вже був тут. Тітка Поулет просить його знищити човни кубинців. Томмі їде до фургона неподалік, сідає в нього та починає керувати радіокерованими літачками, які скидують бомби. Томмі знищив три човни кубинців і одну машину. |                                |                          |            |
| "Dirty Lickin's" (укр. Брудна справа) | Маленьке Гаїті                 | тітка Поулет             | $5,000     |
| Томмі ще раз приходить до тітки Поулет. Вона каже Томмі, що поруч відбувається рукопашна бійка між гаїтянами та кубинцями, але гаїтяни програють. Вона просить Томмі непомітно допомогти гаїтянам. Томмі бере в Поулет снайперську гвинтівку і залазить на дах будівлі навпроти місця, де відбувається бійка. Томмі вбиває всіх кубинців, а коли приїжджають ще кубинці, Томмі вбиває і їх. |                                |                          |            |
| "Trojan Voodoo" (укр. Троянський вуду) | Маленька Гавана                | Умберто Робіна           | $10,000    |
| Томмі приходить у кафе до Умберто Робіни. Він просить Томмі знищити наркофабрику гаїтян, в'їхавши всередину під виглядом гаїтянина і встановивши вибухівку. Томмі разом із кубинцем Пепе їдуть в Маленьке Гаїті, сідають в гаїтянську машину і разом з двома іншими гаїтянськими машинами, в яких теж сидять кубинці, заїжджають всередину наркофабрики. Томмі виходить із машини, вбиває гаїтян всередині фабрики, встановлює бомби і тікає звідти. Як тільки Томмі покидає територію фабрики, вона вибухає. |                                |                          |            |
| "Love Juice" (укр. Сік кохання) | Даунтаун                       | Рок-гурт «Love Fist»     | $2,000     |
| Томмі приїжджає на студію звукозапису в Даунтауні, де Кент Пол представляє йому рок-гурт «Love Fist». Солісти гурту просять його дістати для них інгредієнт для наркотику під назвою "Сік кохання". Томмі їде і зустрічається з продавцем, який має продати йому цей інгредієнт. Томмі віддає йому гроші, але продавець втікає не віддавши товар. Томмі наздоганяє його, вбиває і забирає в нього інгредієнт. Після цього Томмі на мобільний телефон дзвонить Кент Пол і каже, що солісти хочуть щоб він привіз до них жінку. Томмі їде до маєтку Мерседес Кортес в Вайс-Поїнт, забирає її і везе на студію. |                                |                          |            |
| "Psycho Killer" (укр. Ман'як-вбивця) | Даунтаун                       | Рок-гурт «Love Fist»     | $4,000     |
| Томмі знов приходить у студію звукозапису. Кент Пол каже Томмі, що хтось погрожує вбити солістів гурту, тому просить Томмі захистити їх. Всі вони сідають в лімузин і їдуть до музичного магазину. Коли вони під'їжджають, вбивця вбиває охоронця, звинувачує гурт «Love Fist» в тому, що они зламали йому життя і втікає. Томмі наздоганяє його і вбиває. |                                |                          |            |
| "Alloy Wheels of Steel" (укр. Колеса із сплаву сталі) | Даунтаун                       | Мітч Бейкер              | $1,000     |
| Перед місією Томмі на мобільний телефон дзвонить Кент Пол і каже, що для концерту гурту «Love Fist» потрібна охорона. Кент Пол просить Томмі з'їздити до байкера Мітча Бейкера і попросити щоб його банда забезпечила охорону. Томмі приїжджає до байкерського клубу та знаходить там Мітча Бейкера. Томмі питає в нього чи не міг би він забезпечити охорону гурту «Love Fist», на що Мітч відповідає, що вони роблять послуги лише самим собі. Томмі питає чи може він вступити в клуб. Мітч каже, що вони не приймають аби кого. Мітч хоче, щоб Томмі взяв участь в перегонах на байках. Томмі бере участь в гонці та виграє її. |                                |                          |            |
| "Messing with the Man" (укр. Чинити безлад) | Даунтаун                       | Мітч Бейкер              | $2,000     |
| Томмі приходить до Мітча Бейкера і питає що ще йому треба зробити щоб стати "своїм". Мітч каже, що байкери наче родина, на що Томмі відповідає, що він вже був в "родині", і через неї потрапив у в'язницю на 15 років. Мітч каже, що тут зібрались люди, яких зрадила власна країна, тому ця країна потребує "пинка під зад". Мітч каже що Томмі має вийти на вулицю і влаштувати хаос. Томмі виходить на вулицю і починає стріляти по всьому що бачить. |                                |                          |            |
| "Hog Tied" (укр. Зв'язаний по рукам) | Даунтаун                       | Мітч Бейкер              | $4,000     |
| Томмі приходить до Мітча Бейкера ще раз. Мітч каже, що банда "Акули" вкрала в нього байк, тому він просить Томмі повернути його. Томмі бере з вітрини магазину навпроти спортивний мотоцикл і їде на ньому до місця, де знаходиться мотоцикл. Щоб попасти всередину, треба спочатку попасти на дах. Томмі застрибає на мотоциклі на дах, використовуючи сходи як трамплін. Після цього він вбиває всіх членів банди "Акули", сідає на байк Мітча і починає втікати. Він відвозить байк до Мітча, а по дорозі його переслідують члени банди "Акули". |                                |                          |            |
| "Publicity Tour" (укр. Публічний тур) | Даунтаун                       | Рок-гурт «Love Fist»     | $8,000     |
| Томмі приходить на студію. Там його просять відвезти гурт до концертного залу на лімузині. Томмі погоджується і він із гуртом сідає в лімузин. Солісти знаходять всередині якусь касету, Томмі вставляє її в програвач. На цій касеті записаний голос вбивці, який каже, що встановив в лімузині бомбу, яка вибухне як тільки лімузин зупиниться. Томмі керує лімузином ніде не зупиняєчись поки інші намагаються знешкодити бомбу. Коли бомба знешкоджена, Томмі відвозить гурт до концертного залу. |                                |                          |            |
| "Keep Your Friends Close..." (укр. Тримай друзів поруч) | Острів Старфіш                 | Томмі Версетті           | $30,000    |
| Перед місією Томмі на мобільний телефон дзвонить Ленс Венс і просить терміново приїхати до маєтку. Коли Томмі приїжджає, Кен Розенберг і Ленс Венс кажуть йому, що скоро сюди приїде Сонні Фореллі щоб забрати його бізнес. Томмі просить Кена Розенберга спакувати дві валізи фальшивих грошей і просить Ленса зібрати всіх хлопців. Сонні Фореллі заходить у маєток. Томмі віддає йому фальшиві гроші. Але раптом Ленс переходить на сторону Сонні і каже, що гроші фальшиві, а справжні у сейфі наверху. Томмі доводиться відбиватися від людей Фореллі, які хочуть забрати гроші із сейфа. Коли Томмі вбиває їх всіх, він наздоганяє Ленса і вбиває його, після чого повертається до сейфа. Там він стикається із Сонні Фореллі. Томмі вбиває його. Через деякий час Томмі сидить на сходах в своєму маєтку із автоматом в руці. До нього підповзає Кен Розенберг і питає що це було. Томмі каже, що тепер ніхто з півночі не буде вказувати їм що робити, і що вони тепер є господарями цього міста. |                                |                          |            |